# Połomia (Dębica)
Pour les articles homonymes, voir Połomia.
Połomia est une localité polonaise de la gmina de Pilzno, située dans le powiat de Dębica en voïvodie des Basses-Carpates.